# 1923 w sztukach plastycznych
Wydarzenia w sztukach plastycznych i wizualnych w 1923 roku.

## Wydarzenia
- W Mediolanie powstała włoska grupa artystyczna Novecento Italiano[1].

## Malarstwo
- Edward Hopper

Przejazd kolejowy (ok. 1922-1923) – olej na płótnie

## Grafika
- Marc Chagall

Autoportret z kozą (1922/1923) – litografia
Mężczyzna ze świnią (1922/1923) – litografia
Autoportret (1922/1923) – litografia

## Rzeźba
- Constantin Brâncuși

Ptak w przestrzeni

## Urodzeni
- 15 maja – Richard Avedon (zm. 2004) – amerykański fotograf
- 25 maja – Jan Świdziński (zm. 2014), polski artysta intermedialny, twórca sztuki kontekstualnej, performer, krytyk sztuki
- 25 czerwca – Sam Francis (zm. 1994) – amerykański malarz
- 7 października – Jean-Paul Riopelle (zm. 2002), kanadyjski malarz i rzeźbiarz
- 27 października – Roy Lichtenstein (zm. 1997) – amerykański malarz, grafik, rzeźbiarz
- 1 grudnia – Morris (zm. 2001), belgijski rysownik
- 13 grudnia – Antoni Tàpies (zm. 2012), kataloński malarz, rzeźbiarz i teoretyk sztuki

## Zmarli
- 31 stycznia – Eligiusz Niewiadomski (ur. 1869), polski malarz i krytyk sztuki
- 22 marca - Benjamin Williams Leader (ur. 1831), angielski malarz
- 15 czerwca – Aleksander Sochaczewski (ur. 1843), polski malarz
- 17 kwietnia – Jan Kotěra (ur. 1871), czeski architekt, malarz i grafik
- 13 grudnia – Théophile Alexandre Steinlen (ur. 1859), francuski rysownik, malarz i grafik